# Terina

Ciudades de la Magna Grecia con la probable ubicación de Terina, en la costa de Calabria.

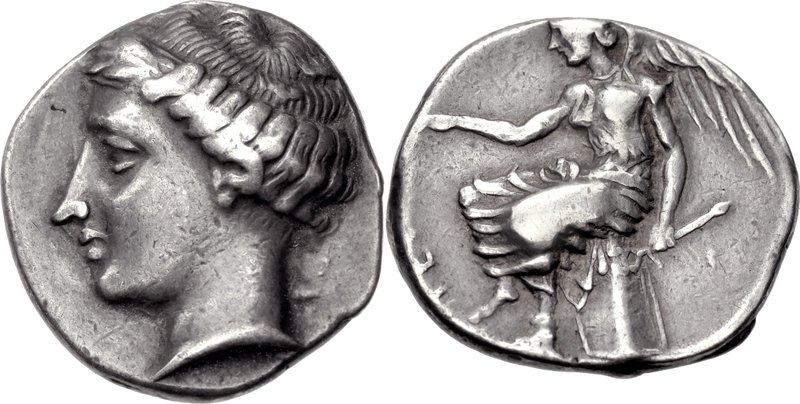
Moneda de la antigua Terina.

Terina (en griego, Τέρινα) fue una antigua colonia griega de Magna Grecia. 
Pseudo-Escimno dice que fue una colonia de Crotona. Tucídides no menciona la ciudad pero sí el golfo de Terina, actualmente el golfo de Santa Eufemia. Estrabón ubica Terina cerca de Temesa. En el siglo V a. C. un ejército al mando del espartano Cleandridas al servicio de Atenas pretendió tomar Terina por sorpresa pero sus planes fueron descubiertos por los terinenses, que cercaron el ejército de Cleandridas en un estrecho camino. A pesar de todo, Cleandridas hizo creer a los terinenses que había algunos traidores entre ellos por lo que estos decidieron regresar a su ciudad para protegerla y Cleandridas pudo saquear la región de Terina. Fue tomada y saqueada por los brucios en el 356 a. C. Hacia el año 333 a. C. la ciudad, que pertenecía de los brucios, fue conquistada por Alejandro de Epiro. Fue destruida por Aníbal en el año 203 a. C.
Se desconoce con seguridad su localización pero la mayoría la sitúa en Santa Eufemia Lamezia.